# Козелок (вушна раковина)
Козелок (лат. tragus від грец. τράγος — «козел, цап») — частина вуха — невеликий хрящовий виступ на зовнішньому вусі, в передній частині вушної раковини у людини та інших ссавців. Також виділяється парний йому орган — протикозелок (anti-tragus) розташований навпроти від козелка, через вушний прохід, над мочкою вуха.

## Призначення
Козелок виконує важливу роль уловлювача звуків, що надходять ззаду (зі спини), допомогаючи визначити напрямок, звідки прийшов звук, і посилюючи найважливіші частоти за рахунок додаткового відбиття звуку у внутрішнє вухо, тим самим підвищуючи його чутливість. Протикозелок виконує аналогічну функцію, але для звуків, що надходять спереду.

## У тварин
Козелок дуже розвинений у кажанів і є ключовою особливістю багатьох їх видів. Він відіграє важливу роль у спрямуванні звуків у вухо для визначення місця розташування здобичі і навігації по ехолокації. Оскільки козелок зазвичай примітний у кажанів, це важлива частина для їхньої ідентифікації за видами. Козелок дозволяє ехолокуючим видам кажанів розрізняти об'єкти навколо них, що є ключем до визначення місця розташування предметів і перешкод в тривимірному просторі.
У котів, навпаки, дуже розвинений протикозелок, який має у них форму кишені.

## Використання

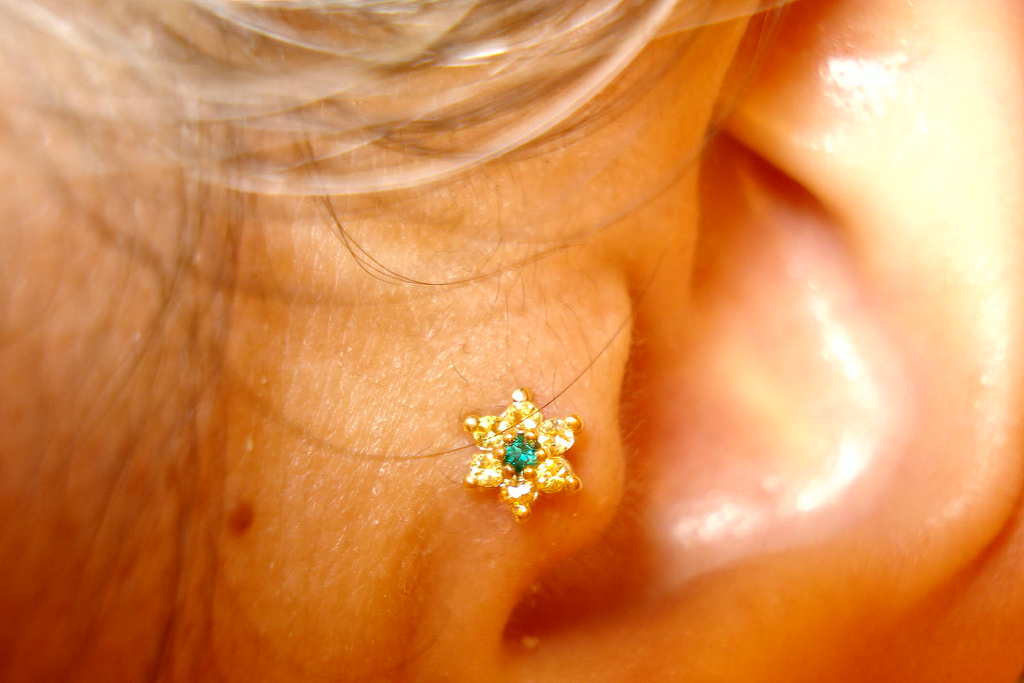
Пірсинг козелка

Козелок є одним з популярних місць для пірсингу.

## В діагностиці
Пальпацію козелка використовують при діагностиці отиту, в тому числі у немовлят — у разі запалення внутрішнього вуха, при натисканні на козелок, виникає різкий, сильний біль, про який дитина повідомляє своїм криком.
Також натиснення на козелок при наявності перилімфатичної фістули призводить до появи ністагму і запаморочення. Дана ознака описується як фістульний симптом Еннебера.